# Dragon Quest: Your Story
Dragon Quest: Your Story (ドラゴンクエスト ユア・ストーリー?, Doragon Kuesuto Yua Sutōrī) è un film d'animazione del 2019 diretto da Takashi Yamazaki.
Si tratta di un film CG 3D anime giapponese basato sulla serie di videogiochi Dragon Quest, e principalmente ispirato al capitolo Dragon Quest V del 1992. In Giappone è stato distribuito il 2 agosto 2019.
La trama segue le vicende di Luca, figlio del Re di Denim, Russel, dalla sua infanzia fino all'età adulta, quando diverrà padre a sua volta.

## Trama
Mada, moglie del Re di Denim, Russel, e madre di Luca, viene rapita dai mostri servi del malvagio Skriterioska quando il figlio era ancora un bambino.
Obiettivo di Skriterioska è aprire i cancelli di Nadiria, il Mondo degli Inferi, per liberare il Gran Maestro Nimzo, demone potentissimo che vi è imprigionato e per far ciò ha bisogno dei poteri di uno Zenitiano, razza celestiale il cui sangue scorre nelle vene di Mada, la quale si rifiuta di collaborare e pronunciare la formula necessaria. Skriterioska la tiene quindi prigioniera, nella speranza che prima o poi la sua volontà crolli. Russel decide quindi di mettersi sulle tracce di Mada, per liberarla, e dell'Eroe Leggendario, un grande Guerriero che si dice possa sconfiggere Nimzo e chiudere per sempre i cancelli di Nadiria.
Questa ricerca porta Russel e Luca a viaggiare molto, e durante questi viaggi Luca conosce Nera Fosconi, figlia del magnate di Mostroferrato Rick Fosconi, e Bianca Whiteblanche, con la quale per liberare un cucciolo di Tigre dai Denti a Sciabola maltrattato da dei bulli, accetta la loro sfida e si avventura nel Palazzo delle Ombre: lì trova uno strano Globo d'Oro, che tiene con sé. Avendo vinto la scommessa fatta con i bulli, essi smettono di maltrattare il cucciolo, che Bianca chiama Maculas e viene adottato da Luca.
Quando il viaggio di Russel li porta nella città di Coburg, Luca tenta di stringere amicizia con il principe Robert, il quale però, irresponsabile e viziato, fugge, venendo rapito dai mostri di Skriterioska: Russel corre quindi a salvarlo, non accorgendosi che non solo Robert, ma anche lo stesso Luca vengono entrambi presi in ostaggio da Skriterioska durante la battaglia. Nonostante Russel sia molto più forte degli scagnozzi di Skriterioska, con suo figlio in pericolo nelle mani del malvagio stregone smette di reagire, cosciente che opporre resistenza significherebbe condannare a morte Luca. Impotente, Russel soccombe per amore del figlio, che insieme ad Robert viene rapito, reso schiavo e portato sul Monte Azimut, covo di Skriterioska e dei suoi servitori, dove gli schiavi umani vengono fatti lavorare per la costruzione di un colossale tempio dedicato a Nimzo.
Robert e Luca passano 10 anni come schiavi, finché non vengono a conoscenza di una via di fuga grazie a un loro compagno di sventura; i cadaveri degli schiavi che muoiono vengono chiusi in barili e gettati nel fiume che ha origine dal monte. Si fingono quindi morti e riescono a scappare dall'orrendo posto. Aiutati dall'appena conosciuto Dott. Agon, che li fa nascondere in un carico merci di una nave mercantile diretta verso il loro continente, i due ormai ex-schiavi possono finalmente tornare a casa: Robert torna a Coburg, giurando a Luca di ripagargli un giorno il debito contratto con Russel, a cui deve la vita, mentre Luca torna nella casa paterna, dove trova il Diario di Russel, leggendo il quale scopre che il padre riteneva che l'Eroe Leggendario non fosse altri che lo stesso Luca.
Ritrovatosi con il suo padrino Sancho, che gli narra dei disperati viaggi del padre alla ricerca dell'Eroe per salvare la sua amata Mada, Luca decide di continuare sulle orme del genitore e, attraverso un pericoloso viaggio che lo riunisce ad un ormai cresciuto Maculas e gli fa stringere amicizia con Goccino, un simpatico Slime, si dirige a Mostroferrato, dove lo attende la Spada Zenitiana, potentissima arma leggendaria che solo il mitico Eroe può brandire.
Rick Fosconi ne è il proprietario, ma una volta arrivato in città il magnate e Luca scoprono sbigottiti che la Spada è stata rubata da Wasen, enorme mostro che terrorizza il villaggio.
Luca è riluttante all'idea di affrontarlo, ma l'idea di sposare la bellissima e dolcissima Nera, la cui mano è promessa all'Eroe degno di una tanto grande impresa, lo convince a provarci, fallendo miseramente: tornato in città con le poche forze rimastegli, viene rimesso in sesto dalla sua vecchia amica Bianca, ormai donna adulta. Bianca decide di aiutarlo, e collaborando riescono a recuperare la Spada e sconfiggere Wasen. Con loro grande sorpresa, però, scoprono che Luca non è l'Eroe Leggendario, poiché non è in grado di brandire la Spada Zenitiana.
Accolto comunque dal villaggio come un eroe, e ormai promesso sposo di Nera, Luca scopre grazie ad una misteriosa vecchietta (che è in realtà Nera, che ha cambiato aspetto grazie a una magia) che il suo vero amore è Bianca, e sposando Nera non farebbe altro che mentire a sé stesso. Shockato dalla scoperta, Luca annulla il matrimonio, e viene ripudiato da Rick, che gli lascia però la Spada Zenitiana incaricandolo di trovare l'Eroe in grado di brandirla. Proprio Nera aveva compreso i veri sentimenti di Luca, e seppur innamorata si rende conto che la loro unione sarebbe un errore.
Luca si dichiara quindi a una incredula Bianca, che accetta commossa: nonostante le apparenze e il fatto che fosse lei stessa ad aiutarlo con Nera, contemporaneamente sopprimeva i suoi sentimenti per il bene dell'amico. I due si sposano, vanno a vivere insieme interrompendo la ricerca dell'Eroe, e hanno un figlio: il piccolo Alus.
Durante un normale giorno in famiglia, proprio quando Luca è sul punto di lasciare la casa, la famiglia e rimettersi alla ricerca dell'Eroe, vengono attaccati dagli scagnozzi di Skriterioska: Bianca incarica Sancho di prendere Alus e fuggire al sicuro, mentre Bianca e Luca vengono sconfitti: Luca viene immediatamente tramutato in una statua di pietra da Skriterioska, mentre Bianca, che ha sangue Zenitiano, viene portata sul Monte Azimut: rifiutatasi anch'essa di collaborare, su consiglio della stessa Mada, viene tramutata in pietra anche lei.
Passano quindi 8 anni, e Alus, cresciuto da Sancho, è ormai un vivace ragazzino: i due riescono ad ottenere il magico Bastone di Stolos, con il quale rimuovono la maledizione che aveva tramutato Luca in pietra. Vengono però attaccati da dei Giganti, e d'istinto Luca lancia la Spada Zenitiana ad Alus affinché possa difendersi: si accorge troppo tardi, però, di quale fosse l'arma lanciata al figlio. Come se niente fosse, però, Alus brandisce l'Arma e distrugge i Giganti: Luca aveva finalmente trovato l'Eroe che cercava... il suo stesso figlio.
Si mettono quindi alla ricerca del Drago di Zenitia affinché egli li aiuti nello scontro contro Skriterioska portandoli sul Monte Azimut, e scoprono stupefatti che il Drago era il Dott. Agon, l'uomo che aveva aiutato Luca a fuggire molti anni prima. Agon non è più però in grado di trasformarsi, in quanto ha smarrito il suo prezioso Globo d'Oro: Luca ricorda quindi del globo che trovò da piccolo e che Skriterioska distrusse, comunicandolo ad Agon, che gli consiglia di rivolgersi alle Fate. La Regina delle Fate non può aiutarlo direttamente nello scontro contro Skriterioska e Nimzo, ma può mandarlo indietro nel tempo con un globo falso: qui, Luca "prende in giro" il sé stesso bambino del passato, rubando il globo vero e dandogli in cambio quello falso (che verrà poi distrutto da Skriterioska).
Finalmente in possesso del globo, il Dott. Agon si trasforma nel Drago di Zenitia, e porta Luca e Alus sul Monte Azimut dove, dopo aver liberato anche Bianca grazie al Bastone di Stolos, si preparano allo scontro finale: aiutati dall'esercito di Robert, giunto in loro soccorso, e da un pentito ed ora buono Wasen, Luca, Bianca e Alus affrontano Skriterioska e le Forze del Male, riuscendo a sconfiggerle
Ma, quando tutto sembra finito, tutti tranne Luca si bloccano e nel cielo appare un essere con fattezze aliene che cancella tutto lasciando uno spazio bianco. Luca lo affronta e scopre la verità: in realtà è un appassionato di videogiochi che sta giocando dentro una capsula a realtà aumentata e per sbaglio ha attivato l'autoconvinzione, il misterioso essere si rivela un virus informatico e spiega che tutti quegli anni che ha vissuto della trama sono poche ore nel mondo reale. Luca cerca di fermarlo inutilmente prima che cancelli definitivamente tutto, ma interviene Goccino che per la prima volta parla, rivelando di essere un antivirus e trasformandosi in una nuova spada con cui Luca sconfigge il virus e riporta il gioco alla normalità. Luca può godersi il finale con la sua famiglia.

## Personaggi
| Personaggio                | Giapponese        | Inglese                                 | Italiano                               |
| -------------------------- | ----------------- | --------------------------------------- | -------------------------------------- |
| Luca Denim (L'Eroe)        | Takeru Satō       | Yuri Lowenthal, Julian Lerner (bambino) | Niccolò Guidi, Tatiana Dessi (bambino) |
| Bianca Whiteblanche        | Kasumi Arimura    | Stephanie Sheh                          | Lucrezia Marricchi                     |
| Alus Denim                 |                   | Hudson Loverro                          | Francesca Rinaldi                      |
| Nera Fosconi               | Haru              | Xanthe Huynh                            | Eva Padoan                             |
| Principe Robert            | Kentaro Sakaguchi | Zeno Robinson, Elijah Rayman (bambino)  | Manuel Meli                            |
| Russel Denim               | Takayuki Yamada   | Parker Simmons                          | Francesco Cavuoto                      |
| Sancho                     | Kendo Kobayashi   | Shaun Conde                             | Fabrizio Russotto                      |
| Dott. Agon/Drago Zenitiano | Ken Yasuda        | Neil Kaplan                             | Daniele Valenti                        |
| Rick Fosconi               | Suzuki Matsuo     | Frank Todaro                            | Andrea Ward                            |
| Goccino                    | Kōichi Yamadera   | Steven Blum                             | Mirko Mazzanti                         |
| Mada                       | Chikako Kaku      | Cissy Jones                             | Monica Ward                            |
| Wasen                      | Arata Furuta      | Jacob Craner                            | Alessandro Ballico                     |
| Skriterioska               | Kōtarō Yoshida    | Jason Marnocha                          | Stefano Thermes                        |
| Hyppolitos                 |                   | Steven Blum                             |                                        |
| Bufarrocco                 |                   | Trevor Devall                           |                                        |
| Gran Maestro Nimzo         | Arata Iura        | Paul Guyet                              | Lorenzo De Angelis                     |

## Produzione
Viene annunciato da Yuji Horii il 13 febbraio 2019 su NipponTV, che ne annuncia il titolo "Your Story" e l'ispirazione a Dragon Quest V.
Scritto da Takashi Yamazaki e diretto da Ryuichi Yagi e Makoto Hanafusa, viene realizzato sotto la supervisione di Horii e usando le musiche di Kōichi Sugiyama.
Il 4 aprile viene pubblicato il primo trailer, insieme all'annuncio di 13 membri del cast, fra cui Takeru Satoh nei panni di Luca e Kasumi Arimura in quelli di Bianca. Molti altri membri del cast vengono annunciati il 14 maggio. Un secondo trailer e la locandina del film vengono pubblicate il 19 giugno.

## Distribuzione

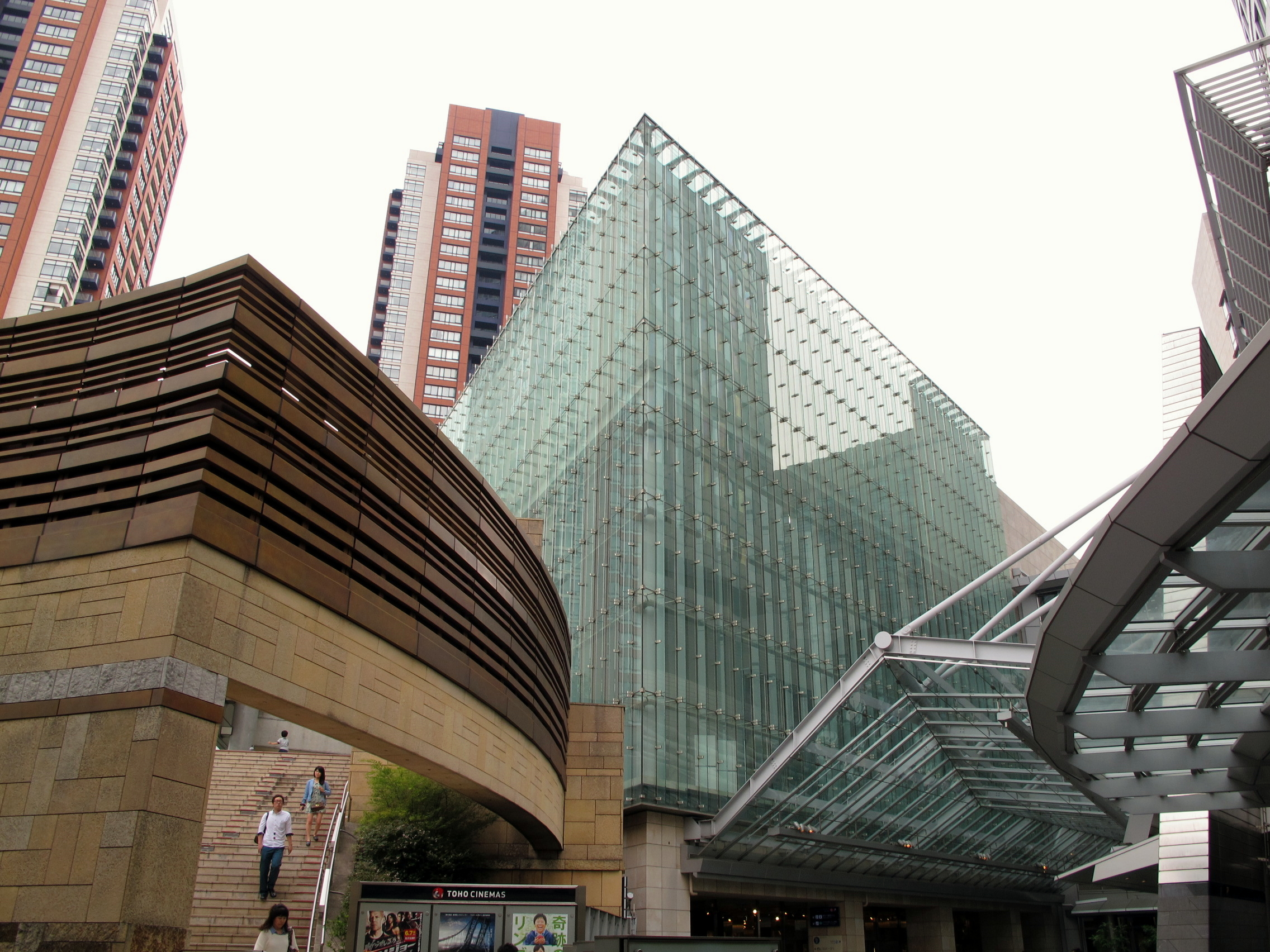
Toho Cinemas Roppongi Hills ha ospitato la prima mondiale del film.

La prima del film avviene a Tokyo il 16 luglio 2019. Segue poi la release ufficiale a livello nazionale il 2 agosto.
Viene distribuito fuori dal Giappone da Netflix il 13 febbraio 2020.

## Accoglienza

### Critiche
Non ha grandi incassi in patria, dove viene criticato per il character design, il cast di doppiatori e il colpo di scena finale. Anche lo stile, inusuale per la serie, viene criticato, poiché parecchio diverso da quello classico di Akira Toriyama.